# Pseudoprotomima hurleyi
Pseudoprotomima hurleyi är en kräftdjursart som beskrevs av John C. McCain 1969. Pseudoprotomima hurleyi ingår i släktet Pseudoprotomima och familjen Caprellidae. Inga underarter finns listade i Catalogue of Life.